# Michel Terrot
Michel Terrot (né le 18 décembre 1948 dans le 6e arrondissement de Lyon) est un homme politique français.
Maire d'Oullins de 1990 à 1997, il est aujourd'hui membre du Conseil municipal de la ville. Il a adhéré à l'UMP dès la fondation du parti en 2002.
Député de la 12e circonscription du Rhône de 1986 à 2017, il ne s'est pas représenté et est remplacé par Cyrille Isaac-Sibille.

## Carrière politique
Michel Terrot commence sa vie politique sous l’étiquette RPR. Il rejoint l’UMP et Les Républicains lors des changements de noms du parti.
Il soutient François Fillon pour la primaire présidentielle des Républicains de 2016.
Il est élu pour la première fois député de la 12e circonscription du Rhône en 1986 après que son colistier Michel Noir ait démissionné afin de devenir ministre. Il est réélu à son siège en 1988, 1993, 1997, 2002, 2007 et 2012.
Parallèlement à sa carrière nationale, il poursuit une carrière locale. Ainsi, il est élu en 1989 au Conseil municipal de la ville d'Oullins dont il devient le maire. Il sera réélu à cette fonction en 1995 mais la quittera pour redevenir simple membre du conseil dès 1997. Il sera réélu au conseil en 2001 et 2008.
Il a par ailleurs été membre du Conseil général du Rhône de 1985 à 1990 et membre de la Communauté urbaine de Lyon depuis 1989.